# Jim Backus
James Gilmore Backus, mais conhecido como Jim Backus (25 de fevereiro de 1913 — Los Angeles, 3 de julho de 1989), foi um ator e cineasta estadunidense. Conhecido internacionalmente, seus papeis mais marcantes foram Hubert Updike III em The Alan Young Show, o marido de Joan Davis na série I Married Joan, o pai de James Dean em Rebel Without a Cause, Thurston Howell, III em Gilligan's Island, seu próprio programa de televisão, The Jim Backus Show e a dublagem em Mr. Magoo.
Sepultado no Westwood Village Memorial Park Cemetery.

## Filmografia
- A-Lad-In His Lamp (1948)
- Father Was a Fullback (1949)
- Easy Living (1949)
- The Great Lover (1949)
- A Dangerous Profession (1949)
- One Last Fling (1949)
- Ma and Pa Kettle Go to Town (1950)
- M (1951)
- Bright Victory (1951)
- His Kind of Woman (1951)
- Half Angel (1951)
- Hollywood Story (1951)
- The Man with a Cloak (1951)
- I'll See You in My Dreams (1951)
- I Want You (1951)
- Here Come the Nelsons (1952)
- Deadline – U.S.A. (1952)
- Pat and Mike (1952)
- The Rose Bowl Story (1952)
- Don't Bother to Knock (1952)
- Androcles and the Lion (1952)
- Above and Beyond (1952)
- Angel Face (1953)
- I Love Melvin (1953)
- Geraldine (1953)
- Francis in the Navy (1955)
- Rebel Without a Cause (1955)
- Meet Me in Las Vegas (1956)
- The Opposite Sex (1956)
- The Girl He Left Behind (1956)
- You Can't Run Away from It (1956)
- The Great Man (1956)
- Top Secret Affair (1957)
- Man of a Thousand Faces (1957)
- The Pied Piper of Hamelin (1957)
- Macabre (1958)
- Ask Any Girl (1959)
- The Wild and the Innocent (1959)
- Ice Palace (1960)
- The Horizontal Lieutenant (1962)
- Boys' Night Out (1962)
- Zotz! (1962)
- The Beverly Hillbillies (1962)
- The Wonderful World of the Brothers Grimm (1962)
- Mister Magoo's Christmas Carol (1962) (TV) (voice)
- Operation Bikini (1963)
- My Six Loves (1963)
- Critic's Choice (1963)
- Johnny Cool (1963)
- It's a Mad, Mad, Mad, Mad World (1963)
- Sunday in New York (1963)
- The Wheeler Dealers (1963)
- Advance to the Rear (1964)
- Gilligan's Island (1964-1967)
- Billie (1965)
- John Goldfarb, Please Come Home! (1965)
- Hurry Sundown (1967)
- Where Were You When the Lights Went Out? (1968)
- Hello Down There (1969)
- Wake Me When the War Is Over (1969) (TV)
- I Dream of Jeannie  (1970)
- Cockeyed Cowboys of Calico County (1970)
- Myra Breckinridge (1970)
- The Brady Bunch (1971)
- Now You See Him, Now You Don't (1972)
- Miracle on 34th Street (1973)
- The Girl Most Likely to... (1973) (TV)
- Yes, Virginia, There Is a Santa Claus (1974) (TV) (voice)
- Crazy Mama (1975)
- Friday Foster (1975)
- The Magic Pony (1975) (voice)
- Pete's Dragon (1977)
- Rescue from Gilligan's Island (1978) (TV)
- Angels' Brigade (1979)
- The Castaways on Gilligan's Island (1979) (TV)
- C.H.O.M.P.S. (1979)
- The Rebels (1979)
- The Harlem Globetrotters on Gilligan's Island (1981) (TV)
- Slapstick of Another Kind (1982)
- Prince Jack (1985)